# APG-systemet
APG-systemet er en nu forældet måde at klassificere de dækfrøede planter (Angiospermae) på. Det gældende system hedder APG IV-systemet. Det var det første system, der blev udviklet af Angiosperm Phylogeny Group (1998). Senere kom de reviderede udgaver APG II-systemet (2003) og APG III-systemet (2009).

## Overblik
- angiosperms : [= dækfrøede planter ]
monocots [= enkimbladede ]
commelinoids
eudicots [= ægte tokimbladede ]
core eudicots
rosids
eurosids I
eurosids II
asterids
euasterids I
euasterids II

## Inddeling
- clade angiosperms [= dækfrøede planter ]
familie Amborellaceae
familie Austrobaileyaceae
familie Canellaceae
familie Chloranthaceae
familie Hydnoraceae
familie Illiciaceae
familie Nymphaeaceae
[+ familie Cabombaceae]
familie Rafflesiaceae
familie Schisandraceae
familie Trimeniaceae
familie Winteraceae
orden Ceratophyllales
familie Ceratophyllaceae
orden Laurales
familie Atherospermataceae
familie Calycanthaceae
familie Gomortegaceae
familie Hernandiaceae
familie Lauraceae
familie Monimiaceae
familie Siparunaceae
orden Magnoliales
familie Annonaceae
familie Degeneriaceae
familie Eupomatiaceae
familie Himantandraceae
familie Magnoliaceae
familie Myristicaceae
orden Piperales
familie Aristolochiaceae
familie Lactoridaceae
familie Piperaceae
familie Saururaceae
clade monocots [= Enkimbladede ]
familie Corsiaceae
familie Japonoliriaceae
familie Nartheciaceae
familie Petrosaviaceae
familie Triuridaceae
orden Acorales
familie Acoraceae
orden Alismatales
familie Alismataceae
familie Aponogetonaceae
familie Araceae
familie Butomaceae
familie Cymodoceaceae
familie Hydrocharitaceae
familie Juncaginaceae
familie Limnocharitaceae
familie Posidoniaceae
familie Potamogetonaceae
familie Ruppiaceae
familie Scheuchzeriaceae
familie Tofieldiaceae
familie Zosteraceae
orden Asparagales
familie Agapanthaceae
familie Agavaceae
familie Alliaceae
familie Amaryllidaceae
familie Anemarrhenaceae
familie Anthericaceae
familie Aphyllanthaceae
familie Asparagaceae
familie Asphodelaceae
familie Asteliaceae
familie Behniaceae
familie Blandfordiaceae
familie Boryaceae
familie Convallariaceae
familie Doryanthaceae
familie Hemerocallidaceae
familie Herreriaceae
familie Hyacinthaceae
familie Hypoxidaceae
familie Iridaceae
familie Ixioliriaceae
familie Lanariaceae
familie Laxmanniaceae
familie Orchidaceae
familie Tecophilaeaceae
familie Themidaceae
familie Xanthorrhoeaceae
familie Xeronemataceae
orden Dioscoreales
familie Burmanniaceae
familie Dioscoreaceae
familie Taccaceae
familie Thismiaceae
familie Trichopodaceae
orden Liliales
familie Alstroemeriaceae
familie Campynemataceae
familie Colchicaceae
familie Liliaceae
familie Luzuriagaceae
familie Melanthiaceae
familie Philesiaceae
familie Ripogonaceae
familie Smilacaceae
orden Pandanales
familie Cyclanthaceae
familie Pandanaceae
familie Stemonaceae
familie Velloziaceae
clade commelinoids
familie Abolbodaceae
familie Bromeliaceae
familie Dasypogonaceae
familie Hanguanaceae
familie Mayacaceae
familie Rapateaceae
orden Arecales
familie Arecaceae
orden Commelinales
familie Commelinaceae
familie Haemodoraceae
familie Philydraceae
familie Pontederiaceae
orden Poales
familie Anarthriaceae
familie Centrolepidaceae
familie Cyperaceae
familie Ecdeiocoleaceae
familie Eriocaulaceae
familie Flagellariaceae
familie Hydatellaceae
familie Joinvilleaceae
familie Juncaceae
familie Poaceae
familie Prioniaceae
familie Restionaceae
familie Sparganiaceae
familie Thurniaceae
familie Typhaceae
familie Xyridaceae
orden Zingiberales
familie Cannaceae
familie Costaceae
familie Heliconiaceae
familie Lowiaceae
familie Marantaceae
familie Musaceae
familie Strelitziaceae
familie Zingiberaceae
clade eudicots [= ægte tokimbladede ]
familie Buxaceae
familie Didymelaceae
familie Sabiaceae
familie Trochodendraceae
[+ familie Tetracentraceae ]
orden Proteales
familie Nelumbonaceae
familie Platanaceae
familie Proteaceae
orden Ranunculales
familie Berberidaceae
familie Circaeasteraceae
[+ familie Kingdoniaceae ]
familie Eupteleaceae
familie Lardizabalaceae
familie Menispermaceae
familie Papaveraceae
[+ familie Fumariaceae ]
[+ familie Pteridophyllaceae ]
familie Ranunculaceae
clade core eudicots
familie Aextoxicaceae
familie Berberidopsidaceae
familie Dilleniaceae
familie Gunneraceae
familie Myrothamnaceae
familie Vitaceae
orden Caryophyllales
familie Achatocarpaceae
familie Aizoaceae
familie Amaranthaceae
familie Ancistrocladaceae
familie Asteropeiaceae
familie Basellaceae
familie Cactaceae
familie Caryophyllaceae
familie Didiereaceae
familie Dioncophyllaceae
familie Doseraceae
familie Drosophyllaceae
familie Frankeniaceae
familie Molluginaceae
familie Nepenthaceae
familie Nyctaginaceae
familie Physenaceae
familie Phytolaccaceae
familie Plumbaginaceae
familie Polygonaceae
familie Portulacaceae
familie Rhabdodendraceae
familie Sarcobataceae
familie Simmondsiaceae
familie Stegnospermataceae
familie Tamaricaceae
orden Santalales
familie Olacaceae
familie Opiliaceae
familie Loranthaceae
familie Misodendraceae
familie Santalaceae
orden Saxifragales
familie Altingiaceae
familie Cercidiphyllaceae
familie Crassulaceae
familie Daphniphyllaceae
familie Grossulariaceae
familie Haloragaceae
familie Hamamelidaceae
familie Iteaceae
familie Paeoniaceae
familie Penthoraceae
familie Pterostemonaceae
familie Saxifragaceae
familie Tetracarpaeaceae
clade rosids
familie Aphloiaceae
familie Crossosomataceae
familie Ixerbaceae
familie Krameriaceae
familie Picramniaceae
familie Podostemaceae
familie Stachyuraceae
familie Staphyleaceae
familie Tristichaceae
familie Zygophyllaceae
orden Geraniales
familie Francoaceae
familie Geraniaceae
[+ familie Hypseocharitaceae ]
familie Greyiaceae
familie Ledocarpaceae
familie Melianthaceae
familie Vivianiaceae
clade eurosids I
familie Celastraceae
familie Huaceae
familie Parnassiaceae
[+ familie Lepuropetalaceae ]
familie Stackhousiaceae
orden Cucurbitales
familie Anisophylleaceae
familie Begoniaceae
familie Coriariaceae
familie Corynocarpaceae
familie Cucurbitaceae
familie Datiscaceae
familie Tetramelaceae
orden Fabales
familie Fabaceae
familie Polygalaceae
familie Quillajaceae
familie Surianaceae
orden Fagales
familie Betulaceae
familie Casuarinaceae
familie Fagaceae
familie Juglandaceae
familie Myricaceae
familie Nothofagaceae
familie Rhoipteleaceae
familie Ticodendraceae
orden Malpighiales
familie Achariaceae
familie Balanopaceae
familie Caryocaraceae
familie Chrysobalanaceae
familie Clusiaceae
familie Dichapetalaceae
familie Erythroxylaceae
familie Euphorbiaceae
familie Euphroniaceae
familie Flacourtiaceae
familie Goupiaceae
familie Hugoniaceae
familie Humiriaceae
familie Hypericaceae
familie Irvingiaceae
familie Ixonanthaceae
familie Lacistemataceae
familie Linaceae
familie Malesherbiaceae
familie Malpighiaceae
familie Medusagynaceae
familie Ochnaceae
familie Pandaceae
familie Passifloraceae
familie Putranjivaceae
familie Quiinaceae
familie Rhizophoraceae
familie Salicaceae
familie Scyphostegiaceae
familie Trigoniaceae
familie Turneraceae
familie Violaceae
orden Oxalidales
familie Cephalotaceae
familie Connaraceae
familie Cunoniaceae
familie Elaeocarpaceae
familie Oxalidaceae
familie Tremandraceae
orden Rosales
familie Barbeyaceae
familie Cannabaceae
familie Cecropiaceae
familie Celtidaceae
familie Dirachmaceae
familie Elaeagnaceae
familie Moraceae
familie Rhamnaceae
familie Rosaceae
familie Ulmaceae
familie Urticaceae
clade eurosids II
familie Tapisciaceae
orden Brassicales
familie Akaniaceae
[+ familie Bretschneideraceae ]
familie Bataceae
familie Brassicaceae
familie Caricaceae
familie Emblingiaceae
familie Gyrostemonaceae
familie Koeberliniaceae
familie Limnanthaceae
familie Moringaceae
familie Pentadiplandraceae
familie Resedaceae
familie Salvadoraceae
familie Setchellanthaceae
familie Tovariaceae
familie Tropaeolaceae
orden Malvales
familie Bixaceae
[+ familie Cochlospermaceae ]
familie Cistaceae
familie Cochlospermaceae
familie Diegodendraceae
familie Dipterocarpaceae
familie Malvaceae
familie Muntingiaceae
familie Neuradaceae
familie Sarcolaenaceae
familie Sphaerosepalaceae
familie Thymelaeaceae
orden Myrtales
familie Alzateaceae
familie Combretaceae
familie Crypteroniaceae
familie Heteropyxidaceae
familie Lythraceae
familie Melastomataceae
familie Memecylaceae
familie Myrtaceae
familie Oliniaceae
familie Onagraceae
familie Penaeaceae
familie Psiloxylaceae
familie Rhynchocalycaceae
familie Vochysiaceae
orden Sapindales
familie Anacardiaceae
familie Biebersteiniaceae
familie Burseraceae
familie Kirkiaceae
familie Meliaceae
familie Nitrariaceae
[+ familie Peganaceae ]
familie Rutaceae
familie Sapindaceae
familie Simaroubaceae
clade asterids
orden Cornales
familie Cornaceae
[+ familie Nyssaceae ]
familie Grubbiaceae
familie Hydrangeaceae
familie Hydrostachyaceae
familie Loasaceae
orden Ericales
familie Actinidiaceae
familie Balsaminaceae
familie Clethraceae
familie Cyrillaceae
familie Diapensiaceae
familie Ebenaceae
familie Ericaceae
familie Fouquieriaceae
familie Halesiaceae
familie Lecythidaceae
familie Marcgraviaceae
familie Myrsinaceae
familie Pellicieraceae
familie Polemoniaceae
familie Primulaceae
familie Roridulaceae
familie Sapotaceae
familie Sarraceniaceae
familie Styracaceae
familie Symplocaceae
familie Ternstroemiaceae
familie Tetrameristaceae
familie Theaceae
familie Theophrastaceae
clade euasterids I
familie Boraginaceae
familie Plocospermataceae
familie Vahliaceae
orden Garryales
familie Aucubaceae
familie Eucommiaceae
familie Garryaceae
familie Oncothecaceae
orden Gentianales
familie Apocynaceae
familie Gelsemiaceae
familie Gentianaceae
familie Loganiaceae
familie Rubiaceae
orden Lamiales
familie Acanthaceae
familie Avicenniaceae
familie Bignoniaceae
familie Buddlejaceae
familie Byblidaceae
familie Cyclocheilaceae
familie Gesneriaceae
familie Lamiaceae
familie Lentibulariaceae
familie Myoporaceae
familie Oleaceae
familie Paulowniaceae
familie Pedaliaceae
[+ familie Martyniaceae ]
familie Phrymaceae
familie Plantaginaceae
familie Schlegeliaceae
familie Scrophulariaceae
familie Stilbaceae
familie Tetrachondraceae
familie Verbenaceae
orden Solanales
familie Convolvulaceae
familie Hydroleaceae
familie Montiniaceae
familie Solanaceae
familie Sphenocleaceae
clade euasterids II
familie Adoxaceae
familie Bruniaceae
familie Carlemanniaceae
familie Columelliaceae
[+ familie Desfontainiaceae ]
familie Eremosynaceae
familie Escalloniaceae
familie Icacinaceae
familie Polyosmaceae
familie Sphenostemonaceae
familie Tribelaceae
orden Apiales
familie Apiaceae
familie Araliaceae
familie Aralidiaceae
familie Griseliniaceae
familie Melanophyllaceae
familie Pittosporaceae
familie Torricelliaceae
orden Aquifoliales
familie Aquifoliaceae
familie Helwingiaceae
familie Phyllonomaceae
orden Asterales
familie Alseuosmiaceae
familie Argophyllaceae
familie Asteraceae
familie Calyceraceae
familie Campanulaceae
[+ familie Lobeliaceae ]
familie Carpodetaceae
familie Donatiaceae
familie Goodeniaceae
familie Menyanthaceae
familie Pentaphragmataceae
familie Phellinaceae
familie Rousseaceae
familie Stylidiaceae
orden Dipsacales
familie Caprifoliaceae
familie Diervillaceae
familie Dipsacaceae
familie Linnaeaceae
familie Morinaceae
familie Valerianaceae

NB: "+ ..." = mulig

## Incertae sedis
- familie Balanophoraceae
familie Bonnetiaceae
familie Cardiopteridaceae
familie Ctenolophonaceae
familie Cynomoriaceae
familie Cytinaceae
familie Dipentodontaceae
familie Elatinaceae
familie Geissolomataceae
familie Hoplestigmataceae
familie Kaliphoraceae
familie Lepidobotryaceae
familie Lissocarpaceae
familie Lophopyxidaceae
familie Medusandraceae
familie Metteniusaceae
familie Mitrastemonaceae
familie Paracryphiaceae
familie Pentaphylacaceae
familie Peridiscaceae
familie Plagiopteraceae
familie Pottingeriaceae
familie Sladeniaceae
familie Strasburgeriaceae
familie Tepuianthaceae